# Unión Cívica Radical Intransigente

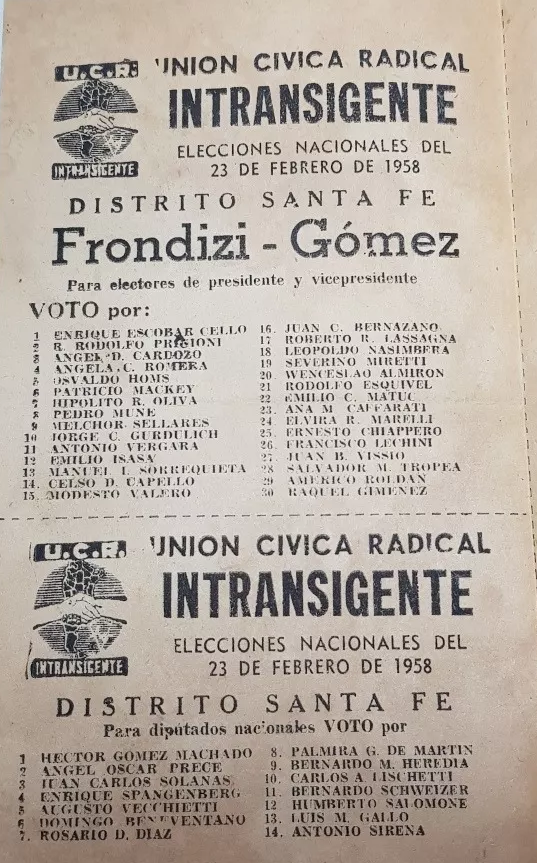
Boleta electoral de la UCRI para las elecciones presidenciales de 1958.

La Unión Cívica Radical Intransigente (UCRI) fue un partido político de Argentina surgido de la división de la Unión Cívica Radical en 1957. Su líder inicial fue Arturo Frondizi y luego Oscar Alende. El actual Partido Intransigente (PI) es su continuidad jurídica, cuando en 1972 debió cambiar de nombre porque se le prohibió utilizar la denominación «Unión Cívica Radical». El Movimiento de Integración y Desarrollo (MID) fue un desprendimiento de la UCRI, liderado por Frondizi y Rogelio Frigerio. La UCRI adoptó una ideología radical de centro-izquierda, con un programa económico antiimperialista, que fue reemplazado durante el gobierno de Frondizi (1958-1962) por un programa «desarrollista» basado en la promoción de empresas multinacionales, pero fue restablecido bajo la conducción de Alende, luego que el sector frondizista abandonara el partido para crear el MID. Cuando el PI mantuvo una postura contraria a establecer alianzas electorales con las dos grandes corrientes políticas argentinas (el peronismo y el radicalismo tradicional), a partir de 2003, se integró junto con otros partidos de la ala-izquierda a las alianzas kirchneristas Frente para la victoria, Unidad Ciudadana, Frente de Todos, actualmente Unión por la Patria.
No debe confundirse con la 	Unión Cívica Radical Intransigente de Entre Ríos, un partido provincial disidente de la Unión Cívica Radical nacional, de tendencia antipersonalista (antiyrigoyenista), liderado por Miguel Laurencena, que en 1922 integró a nivel nacional la Unión Cívica Radical Principista (que llevó su candidatura presidencial) y luego la Unión Cívica Radical Antipersonalista.

## Antecedentes
En 6 de septiembre de 1930, el gobierno constitucional de Hipólito Yrigoyen, líder de la Unión Cívica Radical, fue derrocado por el un golpe de Estado que puso fin a catorce años consecutivos de presidencias radicales. La UCR quedó entonces bajo la conducción de Marcelo T. de Alvear, líder de la corriente «alvearista» que se volvió hegemónica, desplazando a los sectores que se reconocían como «yrigoyenistas». Promediando la década de 1930, conocida como la Década Infame, surgieron grupos radicales juveniles, críticos del alvearismo. Esos grupos radicales juveniles, adoptaron una línea política antiimperialista, recuperando la palabra «intransigente» de la tradición radical, para dar origen al Movimiento de Intransigencia y Renovación en 1945 y elaborar un programa de gobierno que fue conocido como la «Declaración de Avellaneda». Arturo Frondizi y Ricardo Balbín se revelaron como los dos referentes principales del MIR. 
Durante las presidencias peronistas (1946-1955), la UCR mostró dos sectores bien diferenciados: por un lado el «sector intransigente» con una postura de centro-izquierda crítica del peronismo pero de apoyo a sus políticas sociales, liderado por Frondizi, y por otro lado el «sector unionista», con una postura de centro, abiertamente antiperonista, que adhirió a los planes golpistas.

## Origen
La Unión Cívica Radical apoyó activamente el golpe de Estado de 1955, que derrocó todos los poderes constitucionales, nacionales y provinciales, incluyendo al presidente Juan Domingo Perón. La dictadura resultante, autodenominada Revolución Libertadora, prohibió al peronismo y encarceló a sus dirigentes, abriendo así el camino a una salida electoral con proscripciones que garantizaba el seguro triunfo de la Unión Cívica Radical.
Pero la postura a adoptar frente al peronismo dividió a los partidos políticos argentinos, al igual que a las Fuerzas Armadas y otras organizaciones, entre un sector que reclamaba su prohibición permanente y otro sector que exigía su legalización.
Esa división llevó a la fractura de la UCR en dos partidos, a partir de 1957: la UCR Intransigente, liderada por Frondizi, adoptó una postura de centro-izquierda, contraria a legitimidad de la reforma constitucional de 1957 y de diálogo con el peronismo; la UCR del Pueblo, liderada por Ricardo Balbín, adoptó una postura de defensa de la línea antiperonista de la «Revolución Libertadora».
La ruptura comenzó a desencadenarse a fines de 1956, cuando Frondizi, presidente por entonces del Comité Nacional de la UCR, propuso declarar un candidato a presidente de la Nación que pusiera presión al gobierno militar para convocar a elecciones. La propuesta, que fue apoyada por la mayoría del Movimiento de Intransigencia y Renovación (MIR), fue aprobada por la Convención Nacional reunida en Tucumán, que nominó a Frondizi como candidato del radicalismo, acompañado por Alejandro Gómez.
Frente a esa decisión, los sectores balbinistas del MIR, que se habían opuesto a nominar un candidato sin recurrir al voto directo de los afiliados (postura histórica del MIR), junto a los unionistas y sabattinistas, se retiraron del Comité Nacional reunido en Tucumán, y constituyeron un nuevo partido político con el nombre de Unión Cívica Radical del Pueblo (UCRP), presidido por Crisólogo Larralde. Quienes permanecieron bajo la conducción del Comité Nacional de Tucumán, liderado por Frondizi y Oscar Alende, que contaba con importante presencia juvenil, tomó el nombre de Unión Cívica Radical Intransigente (UCRI) y adoptó un programa inspirado en la Declaración de Avellaneda con nuevos componentes industrialistas que irán dando forma su adhesión al desarrollismo.

## Elecciones de constituyentes de 1957
En 1957 la dictadura en el poder convocó a elecciones limitadas, para elegir constituyentes con el fin de convalidar la derogación por proclama militar de la Constitución Argentina de 1949 y reformar la Constitución. El peronismo fue proscripto por la dictadura y llamó a votar en blanco.
El resultado electoral señaló que la fuerza mayoritaria fueron los votos en blanco vinculados al peronismo, quedando en segundo lugar la UCRP (23,2%) y en tercero, la UCRI (20%). Este resultado llevó a un acercamiento de la UCRI con el peronismo, con el fin de acordar una estrategia común en vistas de las elecciones presidenciales de 1958. La delegación de la UCRI a la Convención Constituyente, impugnó la misma por ilegal y se retiró.

## Elecciones presidenciales de 1958
El 23 de febrero de 1958 se realizaron las elecciones en todo el país, siendo radicales los dos principales candidatos: Arturo Frondizi por la UCR Intransigente y Ricardo Balbín por la UCR del Pueblo. Un pacto secreto entre Perón y Frondizi, llevó a los ciudadanos peronistas a apoyar masivamente a Frondizi, quien triunfó con 4.049.230 votos contra 2.416.408 votos que obtuvo Balbín, obteniendo mayoría en ambas cámaras del Congreso de la Nación y el total de los gobiernos provinciales. "El resultado indignó a gran parte de los militares, quienes consideraron que Frondizi había manipulado la proscripción de los peronistas en contra de la Revolución Libertadora".

## Gobierno de Arturo Frondizi (1958-1962)

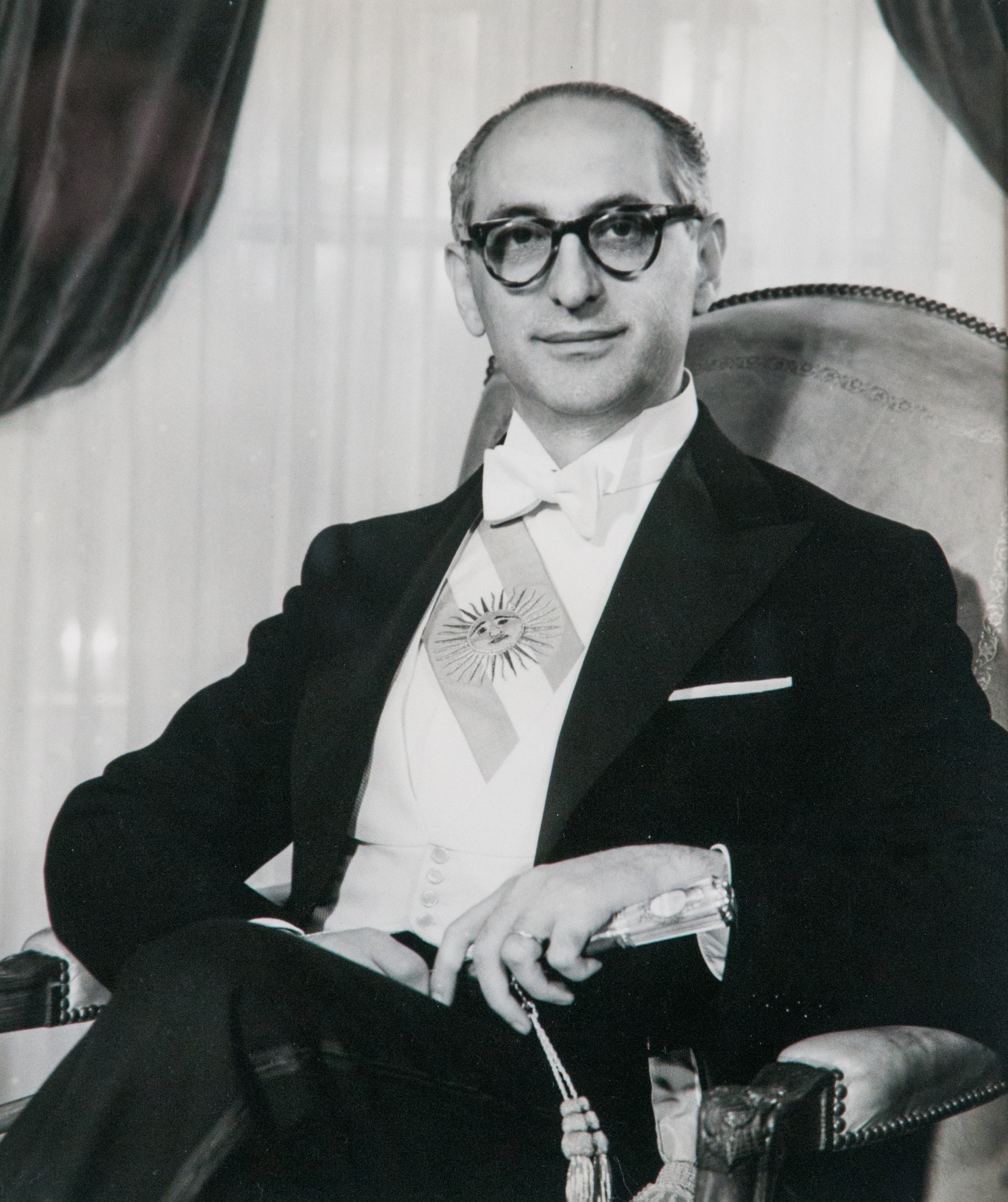
Arturo Frondizi, elegido en 1958, derrocado en 1962.

El gobierno de Arturo Frondizi se caracterizó por diseñar una política económica fundada en una versión de la corriente del desarrollismo latinoamericano, que buscó impulsar la industrialización del país promoviendo la inversión extranjera directa y la instalación de empresas multinacionales. Sus principales colaboradores fueron: Rogelio Frigerio, Gabriel del Mazo (uno de los padres de la Reforma Universitaria), Roque Vítolo, y Rodolfo Martínez, y entre los nuevos gobernadores Oscar Alende (Buenos Aires), Carlos Sylvestre Begnis (Santa Fe), Arturo Zanichelli (Córdoba), Raúl Uranga (Entre Ríos), Celestino Gelsi (Tucumán), César Napoleón Ayrault (Misiones).
Profundizó la política petrolera de apertura al capital extranjero impulsada por Perón desde 1952, firmando contratos con las empresas privadas para subsidiar la explotación del petróleo argentino, logrando un aumento de la producción petrolera que logró el autoabastecimiento. Autorizó el funcionamiento de las universidades privadas -decreto firmado por Atilio Dell Oro Maini durante la dictadura- desencadenando una movilización obrero-estudiantil conocida como  «laica o libre». Como parte del acuerdo con el peronismo, logró la sanción de una nueva Ley Sindical, que fortaleció los sindicatos al promover la unidad por rama de la economía y la protección contra el despido de los delegados de personal.
Sus políticas económicas, sociales y educativas generaron gran resistencia de los sindicatos y el movimiento estudiantil, pero también entre los militares que realizaron 26 asonadas y 6 intentos de golpe de Estado durante su gobierno. Para reprimir a los sindicatos y al movimiento estudiantil, Frondizi aprobó un régimen represivo secreto llamado Plan CONINTES (Conmoción interior del Estado), que ha sido considerado como un antecedente del terrorismo sistemático de Estado en Argentina.
Pero el gobierno de Frondizi tampoco contó con el apoyo del poder militar, que intentó derrocarlo varias veces, hasta que finalmente lo lograron mediante el golpe de Estado de marzo de 1962. En una maniobra desesperada, Frondizi logró evitar que los golpistas instalaran una dictadura militar, operando rápidamente y demorando su renuncia y detención, para que el presidente provisional del Senado, José María Guido, también de la UCRI, se anticipara a los militares golpistas y jurara ante la Corte Suprema como presidente, amparado en la Ley de Amnistía. Guido no pudo evitar quedar bajo la supervisión militar, ni pudo preservar el sistema republicano-federal de la Constitución, pero garantizó una salida electoral limitada con las elecciones de 1963.

## División entre frondizistas y alendistas
Durante el gobierno de Guido, desde su lugar de detención en la Patagonia, Frondizi promovió la creación de un frente entre la UCRI y el peronismo, llamado Frente Nacional y Popular, para presentarse en las elecciones presidenciales de 1963. Pero la iniciativa no fue apoyada por la mayoría de la UCRI, que decidió presentarse con candidato propio, designando para ello a Oscar Alende. Este hecho provocó la separación de la UCRI de Frondizi, Frigerio y los demás dirigentes desarrollistas, para fundar el Movimiento de Integración y Desarrollo (MID).

## Período 1963-1972
La división de la UCRI redujo sus fuerzas y permitió el triunfo de Arturo Illía en las elecciones de 1963, aunque nuevamente con la proscripción del peronismo.
La UCRP obtuvo 2.441.064 votos; en segundo lugar se ubicaron los votos en blanco de los electores peronistas y en tercer lugar la UCRI, con 1.593.992 votos. La UCRP ganó en doce provincias y la UCRI en cuatro.
Desplazado Onganía en 1970, asumió el general Levingston, de tendencia nacionalista-desarrollista que resultó apoyado por la UCRI.
Sin embargo la mayoría de las fuerzas políticas progresistas se opusieron al nuevo gobierno militar y exigieron una salida electoral rápida. El 11 de noviembre de 1970, representantes de la UCRP, del peronismo, del socialismo, del bloquismo, y de los conservadores populares, se agruparon y emitieron un documento denominado “La hora del pueblo”, en el que se exigía elecciones inmediatas, sin exclusiones, y respetando a las minorías. La Hora del Pueblo marcó un notable cambio en la historia argentina, porque fue la primera vez que el radicalismo y el peronismo actuaron políticamente juntos.
El 21 de marzo de 1971, el general Lanusse asumió la presidencia. Ricardo Balbín, como presidente de la UCRP, mantuvo conversaciones con Lanusse para coordinar una salida electoral. El destacado radical balbinista Arturo Mor Roig fue designado ministro del Interior, con apoyo de la Hora del Pueblo. Mor Roig garantizaría la realización de elecciones no fraudulentas, pero al mismo tiempo intentó llevar adelante una estrategia de polarización entre peronismo y antiperonismo que se denominó Gran Acuerdo Nacional (GAN) y que tenía como objetivo evitar el triunfo del peronismo. En esas condiciones el gobierno militar otorgó la sigla "Unión Cívica Radical" a la Unión Cívica Radical del Pueblo (UCRP) y le exigió a la UCRI el cambio de nombre, que desde ese momento se denominará Partido Intransigente.

## Partido Intransigente
El Partido Intransigente (PI) es un partido político argentino fundado el 22 de mayo de 1972, bajo la conducción de Oscar Alende, como sucesor de la Unión Cívica Radical Intransigente (UCRI), continuador a su vez de la Unión Cívica Radical histórica.
En las elecciones presidenciales de 1973 y 1983, el PI buscó instalarse como una opción de centro-izquierda, que fuera capaz de romper el bipartidismo peronismo-radicalismo. Tuvo su apogeo en los años 1980 como representante de la centroizquierda en el marco de la recuperación de la democracia. Fue uno de los cinco partidos políticos argentinos que integraron la Multipartidaria entre 1981 y 1983, para exigir elecciones democráticas a la dictadura militar reinante. En las elecciones legislativas de 1985 se consagró como la tercera fuerza electoral del país con casi un millón de votos.
En las elecciones presidenciales de 1989 respaldó la candidatura de Carlos Menem, que se presentaba como un candidato nacional y popular. Sin embargo, el gobierno menemista dio un giro de 180 grados que lo llevó a adoptar políticas neoliberales que contradecían el programa anunciado en la campaña electoral, que llevó a que el PI y otras fuerzas adoptaran una postura opositora, para integrar a partir de 1993, el Frente Grande y al FREPASO. En las elecciones de 1999, como parte del FREPASO, acompañó la fórmula presidencia Fernando de la Rúa-Chacho Álvarez.  
Luego de algunas alianzas menores tras la crisis del 2001, integró en 2007 el Frente Para la Victoria, apoyando las dos presidencias de Cristina Kirchner (2007-2015), formando parte de la corriente multipartidaria conocida como kirchnerismo. En las elecciones de 2015, el Frente Para la Victoria fue derrotado por la alianza Cambiemos. En las elecciones de 2019 el PI, como parte del kirchnerismo, integró el Frente de Todos, que triunfó con la fórmula Alberto Fernández-Cristina Fernández de Kirchner.